# Rudi! Radio für Kinder
Rudi! Radio für Kinder (auch Rudi, der rasende Radiohund) war eine in Österreich ausgestrahlte literarische Hörfunksendung für „Kinder, Damen, Herren und Welpen“.

## Sender
Rudi Radiohund war eine Produktion des ORF und wurde ab 2. Jänner 2003 von Montag bis Freitag außer an Feiertagen zwischen 15:55 und 16:00 vom Sender Österreich 1 ausgestrahlt. Ab Jänner 2009 konnten die einzelnen Folgen auch als Podcast über die Internetpräsenz oe1.orf.at/kinder bezogen werden. Am 27. Juni 2019 wurde die 4000. Sendung ausgestrahlt. Im Jahr 2024 wurde die Sendung eingestellt.

## Inhalte
Die Sendungen befassten sich mit gesellschaftlichen, wissenschaftlichen und alltäglichen Themen, die in Form von Reportagen in kindgerechter Weise vermittelt wurden. Die Sicht von Rudi, sehr akzentuiert gesprochen mit akustischen Elementen wie Bellen, stellte ein durchgängiges Element der Serie dar. Rudi sprach auch häufig mit sachkundigen Persönlichkeiten oder Kindern zu Fragen vielerlei Art. Dabei berichteten Interviewpartner aus ihren Fachgebieten etwa wie man mit Wut, Angst oder Eifersucht umgehen kann, was Tiere im Winter machen, wie Tiere lernen oder wie man auf Wasserrutschen schneller rutschen kann. 
Jeden zweiten Dienstag und jeden Freitag wurden zusätzlich Geschichten von Christine Nöstlinger erzählt.

## Mitwirkende
Mitwirkende der Sendung waren Rudi Radiohund (gesprochen anfangs von Georg Prenner, danach von Paul Urban Blaha), der Tonmeister (Georg Kusztrich), Rosi (Stefanie Dvorak) und Barbara Zeithammer (Redaktion).